# Cophixalus saxatilis
Cophixalus saxatilis é uma espécie de anfíbio da família Microhylidae. É endémica da Austrália.
Os seus habitats naturais são: florestas subtropicais ou tropicais húmidas de baixa altitude, áreas rochosas e cavernas.
Está ameaçada por perda de habitat.